# Султанат Фадли
Султанат Фадли (арап. لسلطنة الفضلية) је била феудална држава на југу Арабијског полуострва, источно од луке Аден. Од 19. вијека, овај султанат је био под контролом Британског царство као дио Протектората Аден. Данас је територија овог бившег султаната дио јеменске мухафазе Абјан.
Прва пријестоница овог султаната била је Сукра, потом је премјештена у Зинџибар (60 km источно од Адена) кад је и султанат уједињен са Абјаном.

## Историја
Султани из династије Фадли владали су једним уским појасом уз Индијски океан током 17. стољећа. Након што је Британија заузела луку Аден 1839. године, она им је постала предстража и одскочна даска за ширења британског утицаја на Јужну Арабију и Рог Африке. То се одразило и на непосредно залеђе луке Аден, па тако и на Султанат Фадли. Тако је он био један од изворних девет кантона који је међу првима потписао уговор о заштити с Британијом 1895. године и постао дио Протектората Аден 1890.
Султанат Фадли се 1959. године придружио новооснованој британској колонијалној творевини Федерацији Арапских Емирата Југа, те потом 1963. и Федерацији Јужне Арабије. Посљедњи султан ове феудалне државе био је Насер ибн Абд Алах ал-Фадли, који је развлашћен 1967. кад је укинут Султанат Фадли заједно са осталим државама федерације, те на њиховој територији успостављена држава Јужни Јемен.
Британци су 1944. године одабрали Зинџибар као повољније регионално административно сједиште за Султанат Фадли, али тадашњи султан Абд Алах ибн Утман ал-Фадли није преселио свој двор, већ је остао у старој пријестоници Сукри. Тек његов насљедник је од 1962. боравио у Зинџибару из чисто практичних разлога, иако је његова палатча која му је остала службена резиденција, остала у Сукри.